# Thief (película)
Thief (en español Ladrón) es una película que combina los géneros de suspense, robos, atracos y neo-noir. Escrita y dirigida por Michael Mann, en la que sería su debut como realizador, en 1981 está protagonizada en sus papeles principales por James Caan y Tuesday Weld.

## Sinopsis
Frank es un ladrón de joyas experto en el negocio de diamantes. Sin embargo, tras haber pasado algunos años en la cárcel, llega a la conclusión de que lo que realmente desea es abandonar su profesión y tener una agradable vida familiar. Pero antes tendrá que resolver ciertos problemas. Para acelerar el proceso interviene en un gran negocio en el que participa un gánster muy poderoso.

## Reparto
- James Caan — Frank
- Tuesday Weld — Jessie
- Willie Nelson — David Okla Bertineau
- James Belushi — Barry
- Tom Signorelli — Attaglia
- Robert Prosky — Leo
- Dennis Farina — Carl
- Sam Cirone — Martello
- Nick Nickeas — Nick

## Producción
Producida por Jerry Bruckheimer y United Artists la película está basada en la novela The Home Invaders: Confessions of a Cat Burglar escrita en 1975 por John Seybold bajo el seudónimo Frank Hohimer. Seybold realmente era un experto ladrón de joyas que participó en el proceso de rodaje como asesor externo.
La banda sonora fue compuesta por el grupo de música electrónica Tangerine Dream integrado en aquel entonces por los músicos Edgar Froese, Christopher Franke y Johannes Schmoelling. Sería la segunda banda sonora que el grupo afincado en Alemania compusiera una banda sonora para una película producida en un gran estudio de Hollywood. Sin embargo fue nominada en la categoría de Peor Banda Sonora en los Premios Razzie 1981.

"El director y productor, Michael Mann, tenía ideas muy definidas sobre cómo debería sonar la música. Ya habíamos compuesto la música así que le explicamos sobre técnicas de grabación, mezcla, terminología musical y demás. Luego le dimos las cintas, lo sentamos en la mesa de mezclas y le dijimos "OK. Hazlo tu mismo." Estuvo tres días intentándolo y luego se rindió. Los productores de cine saben tanto sobre música como yo sobre cámaras de 35 mm."
Edgar Froese (1986) 

## Recepción
La película obtiene una valoración positiva en los portales de información cinematográfica. En IMDb obtiene una puntuación de 7,4 sobre 10 con 23.172 valoraciones. En FilmAffinity de 6,7 para 10. En Rotten Tomatoes obtiene una puntuación de 93 sobre 100, calculado con 30 críticas, y 81 sobre 100 con 7.203 críticas.

## Premios y candidaturas
Festival de Cannes 1981
- Candidata a la Palma de Oro (mejor película)

Premios Razzie 1981
- Candidata a la Peor banda sonora